# SG Fichtenwalde 1965
Die SG Fichtenwalde (vollständiger Name: Sportgemeinschaft Fichtenwalde 1965 e. V.) ist ein Sportverein in Beelitz im Landkreis Potsdam-Mittelmark.

## Geschichte
Die Gründung erfolgte am 13. Februar 1965 als Wohnsportgemeinschaft (WSG) Fichtenwalde mit 27 Mitgliedern in 2 Sportarten (Gewichtheben und Tischtennis). Etwas später kamen die Sportarten Leichtathletik, Handball und Gymnastik dazu. Die Übungsstunden fanden bis 1989 in einem umgestalteten alten Klassenraum (1936 erbaut) von 5,5 × 9 m, auf einem einfachen Sandsportplatz 40 × 85 m und auf einer Freifläche im Wald statt. Aufgrund des starken Engagements im Gewichtheben wurde die WSG von 1979 bis 1989 nachwuchssportliches Trainingszentrum für das Einzugsgebiet Beelitz mit den umliegenden Gemeinden. Es wurde je nach Alter und Talent drei- bis fünfmal die Woche trainiert.
Hier ein Ausschnitt der besten Ergebnisse: Der Verein stellte jahrelang die beste Mannschaft im Bezirk Potsdam (heute Land Brandenburg) im Bereich 10–17 Jahre. 11 der talentiertesten Sportler wurden in das Hochleistungszentrum nach Frankfurt/Oder „delegiert“, zwei Sportler des Vereins gehörten dem damaligen Nationalteam der DDR an. 5 DDR-Meistertitel und 5 hochkarätige DDR-Rekorde wurden erkämpft; ein Sportler wurde Spartakiadesieger. Insgesamt konnten 1210 Medaillen bzw. 1. bis 3. Plätze bei Kreis-, Bezirks-, DDR-Meisterschaften, Landesmeisterschaften und Spartakiaden errungen werden. Der Sportverein wurde bis 1989 zweimal mit dem Ehrentitel „Vorbildliche Sportgemeinschaft/Sportverein“ ausgezeichnet. Zur politischen Wende 1989 zählte die WSG Fichtenwalde 110 Mitglieder in 5 Sportgruppen mit 6 Übungsleitern bei ca. 900 Einwohnern.
Am 20. Juni 1990 bei der Neugründung/Weiterführung als nunmehrige Sportgemeinschaft (SG) Fichtenwalde 1965 e. V. mit neuer Satzung, zählten 39 Mitglieder in 2 Sportarten (Kraftsport/Fitness und Gymnastik) zum Verein. Mit der wachsenden Einwohnerzahl in den letzten 10 Jahren auf jetzt ca. 3000 stieg auch die Zahl der Vereinsmitglieder an. Heute gehören ca. 400 Mitglieder in 11 Sportarten dem Verein an, Tendenz steigend.

## Aktuelles
Mit den ca. 400 Mitgliedern gehört der Verein im Kreis Potsdam-Mittelmark zu den 8 mitgliederstärksten Sportvereinen. 16,5 % aller Einwohner der Gemeinde Fichtenwalde, jetzt Ortsteil von Beelitz, gehören der SG an. Das ist mit ein Landesspitzenwert. 50 % der Mitglieder sind Kinder/Jugendliche bis 21 Jahre. Die Hälfte der Mitglieder ist weiblich. Es wird in allen Altersklassen, vom Kleinkind bis zum Senior, eine regelmäßige wöchentliche sportliche und gesellige Betätigung angeboten. Schwerpunkt der Arbeit sind der allgemeine Breiten-, Jugend- und Seniorensport. 24 Übungsleiter, 12 mit Lizenz und weitere in der Ausbildung, sind gewissermaßen als „unbezahlte Sozialarbeiter“ für die Mitglieder mehrmals wöchentlich tätig. Diese Übungsleiter bieten ca. 950 Mal im Jahr Sportstunden zum Mitmachen an, dabei wird auch das gesellige Leben gepflegt. Es besteht eine Jugendsatzung, die Vereinsjugend kann selbstständig handeln, sowie ein Jugendausschuss mit Vorsitzendem und Jugendwart. Die SG wird von einem fünfköpfigen Vorstand geleitet.

## Erfolge
- 5 × DDR-Meister
- 5 DDR-Rekorde
- Erlangung des Ehrentitels „Vorbildliche Sportgemeinschaft/Sportverein“ im Jahr 1989